# یلنا سویا
یلنا سویا (روسی: Елена Игоревна Соя؛ زادهٔ ۹ نوامبر ۱۹۸۱) شناگر شنای موزون اهل روسیه است.